# Charles Moore (botaniste)
Pour les articles homonymes, voir Charles Moore et Moore.
Charles Moore, né à Dundee le 10 mai 1820 et mort à Paddington le 30 avril 1905, est un botaniste britannique d’origine  écossaise.

## Biographie
Il est le fils de Charles Muir et d’Helen née Rattray. Son frère est le botaniste David Moore (1808-1879), directeur du jardin botanique de Glasnevin, près de Dublin. Charles Moore fait ses études à Dundee et à Dublin. La famille Muir s’installe en Irlande vers 1838 et change alors son patronyme en Moore.
Charles Moore travaille comme botaniste en Irlande et se forme dans les Jardins botaniques royaux de Kew et à Regent's Park. Grâce à la recommandation de John Lindley (1799-1865) et de John Stevens Henslow (1795-1861), il est nommé directeur du jardin botanique de la colonie de Sydney.
En 1848, Moore arrive à Sydney, où il évince John Carne Bidwill (1815-1853), qui avait reçu la même charge l’année précédente. Il s’attache à la restructuration du jardin très négligé jusqu’alors. Outre la recherche de spécimens pour les régions voisines des Nouvelles-Hébrides, des Îles Salomon et de Nouvelle-Calédonie, il crée un jardin médicinal et un herbier. Il commence à constituer une bibliothèque et à donner des cours afin de sensibiliser les étudiants à la botanique économique.
Il fait plusieurs voyages, de 1857 à 1862, à la recherche d’essences utiles comme bois d’œuvre. Il part étudier, en France et en Espagne, la culture du citronnier afin de l’adapter en Australie. Il est membre de la Linnean Society of London, de la Royal Horticultural Society et de plusieurs autres sociétés savantes. Il est notamment l’auteur de A Census of the Plants of New South Wales (Sydney, 1884) et du Handbook of the Flora of New South Wales (1893), qu’il réalise avec l’aide de Ernst Betche (1851-1913). Il se retire de ses fonctions en 1896 et il est remplacé par Joseph Henry Maiden (1859-1925). Ferdinand von Mueller (1825-1896) lui dédie neuf espèces.